# داي (عملة)
داي (رمزها: DAI، سابقاً ساي؛ ورمزها: SAI) هي عملة مشفرة مستقرة على سلسلة كتل الإيثريوم والتي تهدف إلى الحفاظ على قيمتها والتي تكون قريبةً من دولار أمريكي واحد وذلك من خلال نظام العقود الذكية والمشاركين اللامركزيين الذين تحفزهم هذه العقود لأداء مهام الصيانة والحوكمة. تم إصدارها في 18 ديسمبر 2017.
يتم الحفاظ عليها وتنظيمها من قبل منظمة ميكر داو (بالإنجليزية: MakerDAO)‏، وهي منظمة مستقلة لامركزية (DAO) تتألف من مالكي رموز الحوكمة الخاصة بها (MKR) والذين قد يصوتون على التغييرات التي تطرأ على معايير معينة في عقودها الذكية من أجل ضمان استقرارها.

## أنظر أيضا
- عملة معماة
- التبادل اللامركزي (DeFi)

## روابط خارجية
- الموقع السمي لـ MakerDAO